# Atentado terrorista em Mogadíscio de dezembro de 2019
O atentado terrorista em Mogadíscio de dezembro de 2019 foi um atentado suicida ocorrido em 28 de dezembro de 2019, em que um caminhão-bomba matou pelo menos 85 pessoas no posto de controle da polícia Ex-Control Afgoye em Mogadíscio, Somália. Pelo menos outras 140 ficaram feridas, sendo várias em condições críticas, sendo que 12 pessoas ainda estão desaparecidas. O grupo Al-Shabaab reivindicou a responsabilidade pelo ataque em 30 de dezembro. O ataque foi o mais mortal na Somália desde o ataque de 14 de outubro de 2017 em Mogadíscio, que matou 587 pessoas.

## Ataque
O ataque ocorreu em um cruzamento movimentado nos arredores de Mogadíscio, em um posto policial durante a hora de pico. O cruzamento principal liga Mogadíscio ao resto do sul e sudoeste da Somália. O posto de controle Ex-Control Afgoye fica perto de um escritório de impostos e é usado por veículos que entram em Mogadíscio a partir da cidade vizinha de Afgooye.
A explosão do caminhão-bomba causou danos maciços às áreas circundantes e deixou muitos dos mortos queimados, não sendo possível estabelecer reconhecimento do corpo. Mais de 20 dos mortos eram estudantes universitários que retornavam às aulas na Universidade Benadir, cujo micro-ônibus foi demolido na explosão. Muitos outros ficaram feridos. Quatro estrangeiros - incluindo dois engenheiros turcos, que estavam construindo uma estrada do posto de controle para a cidade - estavam entre os mortos no atentado.

## Reivindicação
Inicialmente, nenhum grupo reivindicou a responsabilidade pelo ataque, embora o Al-Shabaab, um grupo islâmico radical, tenha realizado ataques suicidas anteriores na capital e era tido como suspeito principal. Dois dias após o atentado, em 30 de dezembro, o Al-Shabaab oficialmente reivindicou a autoria do ataque, afirmando que o alvo era uma coluna de soldados turcos e somalis.